# 殭屍舞孃
《殭屍舞孃》（英語：Zombie Strippers）是一部2008年喪屍喜劇片，由傑·李執導、編劇、拍攝和剪輯。主演包括羅伯特·英格蘭、珍娜·詹姆森、佩妮·德雷克及蘿西·聖。該片在美國於2008年4月18日上映。

## 劇情
故事設定於不久的將來，當軍事基地中的病毒外洩時，意外地讓一家脫衣舞酒吧中的舞孃受到感染，而逐漸變成了殭屍；但她也因此舞技大增，而使得其他舞孃也相爭變成殭屍。與此同時，政府也派出了解決殭屍們的對策...。

## 演員
- 羅伯特·英格蘭 飾 伊恩·埃斯科
- 珍娜·詹姆森 飾 凱特
- 佩妮·德雷克（英语：Penny Drake） 飾 莉莉斯
- 蘿西·聖（英语：Roxy Saint） 飾 索克絲
- 惠特妮·安德森 飾 吉雅
- 珍妮佛·霍蘭德 飾 潔西
- 莎朗·摩爾 飾 珍妮
- 帝托·歐提茲（英语：Tito Ortiz） 飾 保鏢

## 評價
爛番茄根據62條評論而持有39%的新鮮度，平均得分4.6 / 10。Metacritic得分45。普遍被認為該片雖然具有諷刺的意圖和刻意呈現的坎普風，但在製作價值上低落、執行力欠佳。

## 外部連結
- 互联网电影数据库（IMDb）上《殭屍舞孃》的资料（英文）
- 爛番茄上《殭屍舞孃》的資料（英文）
- Metacritic上《殭屍舞孃》的資料（英文）
- 豆瓣电影上《僵尸脱衣舞娘》的資料 （简体中文）